# Tu Me Amas Assim
Tu Me Amas Assim é um álbum do Gerson Cardozo, lançado em 1998 pela Line Records.

## Faixas
1. Tu Me Amas Assim
2. Mudou Minha História
3. Braços Abertos
4. Não Sofras Tanto
5. Te Encontrar
6. Teu Destino
7. Solução
8. A Tua Morada
9. Se As Lágrimas Rolaram
10. Tua Graça Me Basta
11. Pra Que Viver Assim
12. Razão Do Meu Viver